# بیست و نهمین مراسم گلدن گلوب
۲۹مین مراسم گلدن گلوب برای ارج نهادن به بهترین فیلم و شوی تلویزیونی سال ۱۹۷۱ در ۶ فوریه سال ۱۹۷۲ برگزار شد

## برندگان و نامزدها

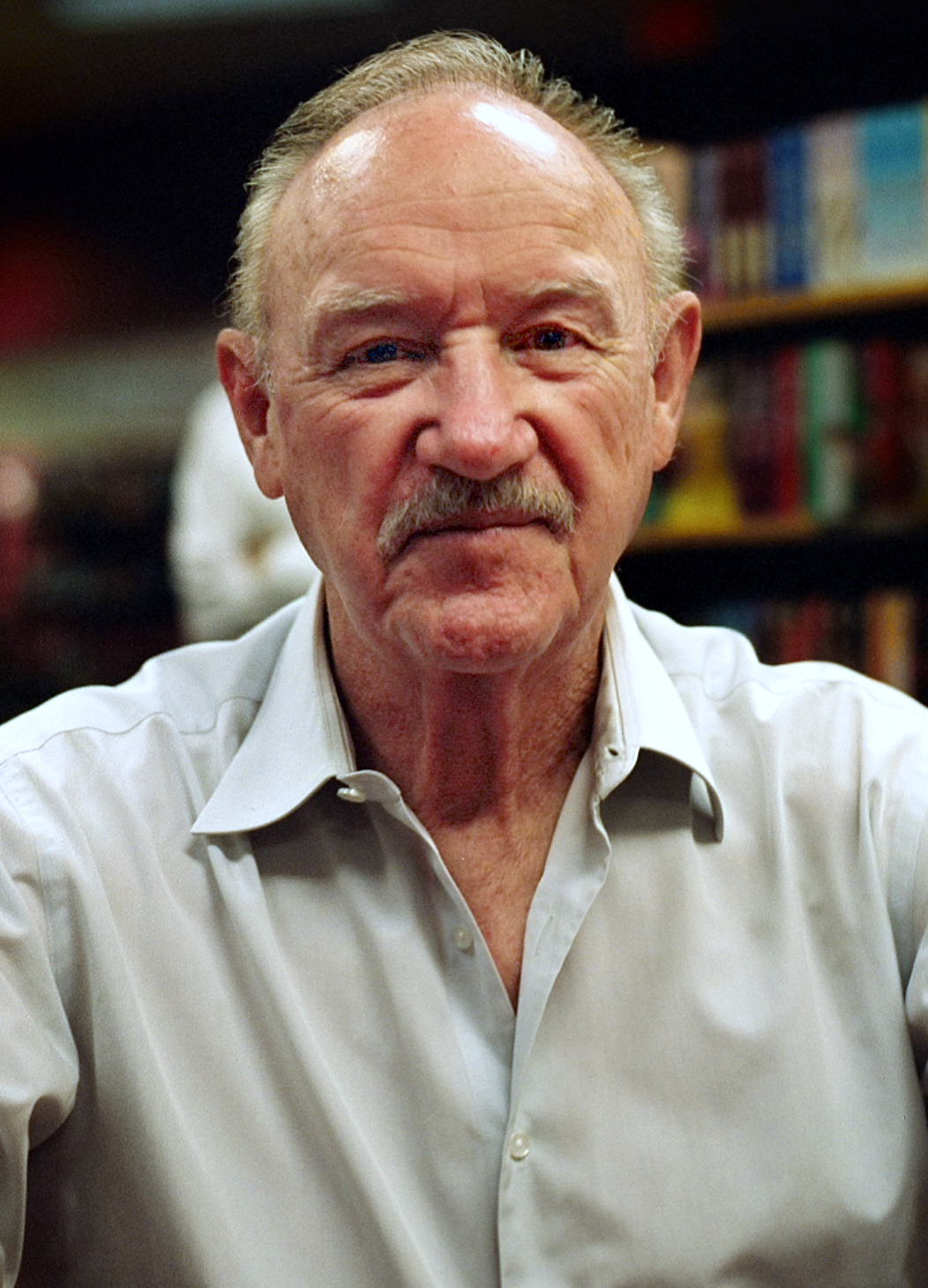
جین هکمن، Best Actor in a Motion Picture – Drama winner

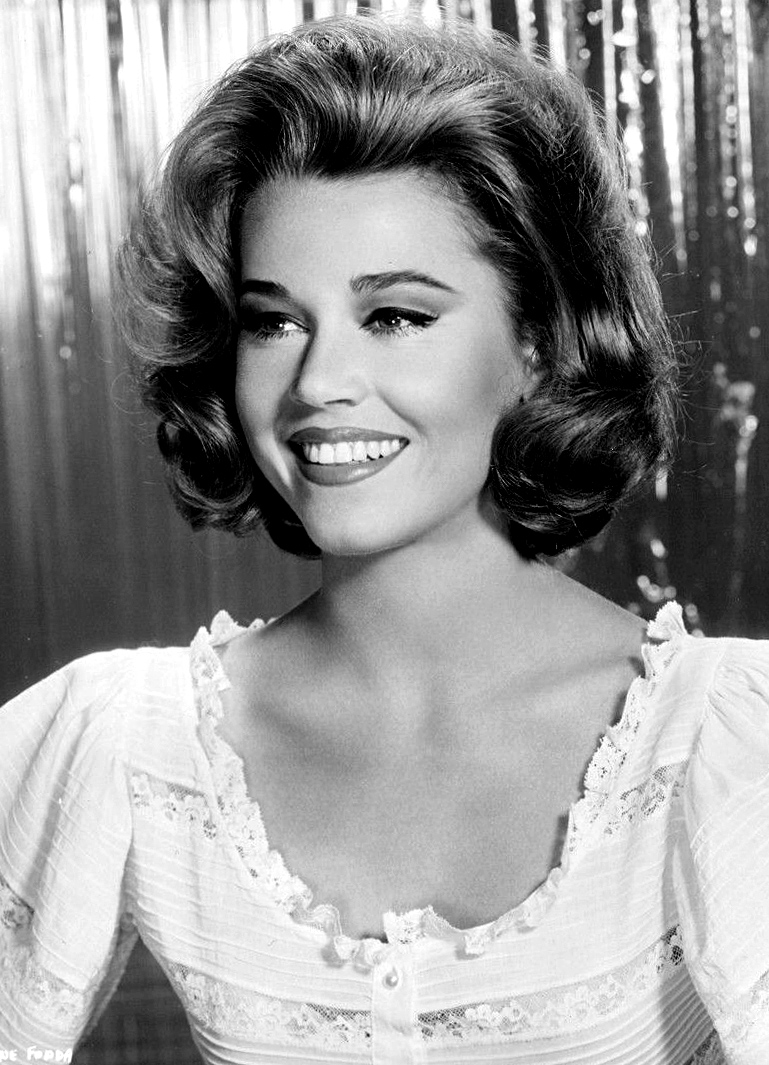
جین فوندا، Best Actress in a Motion Picture – Drama winner

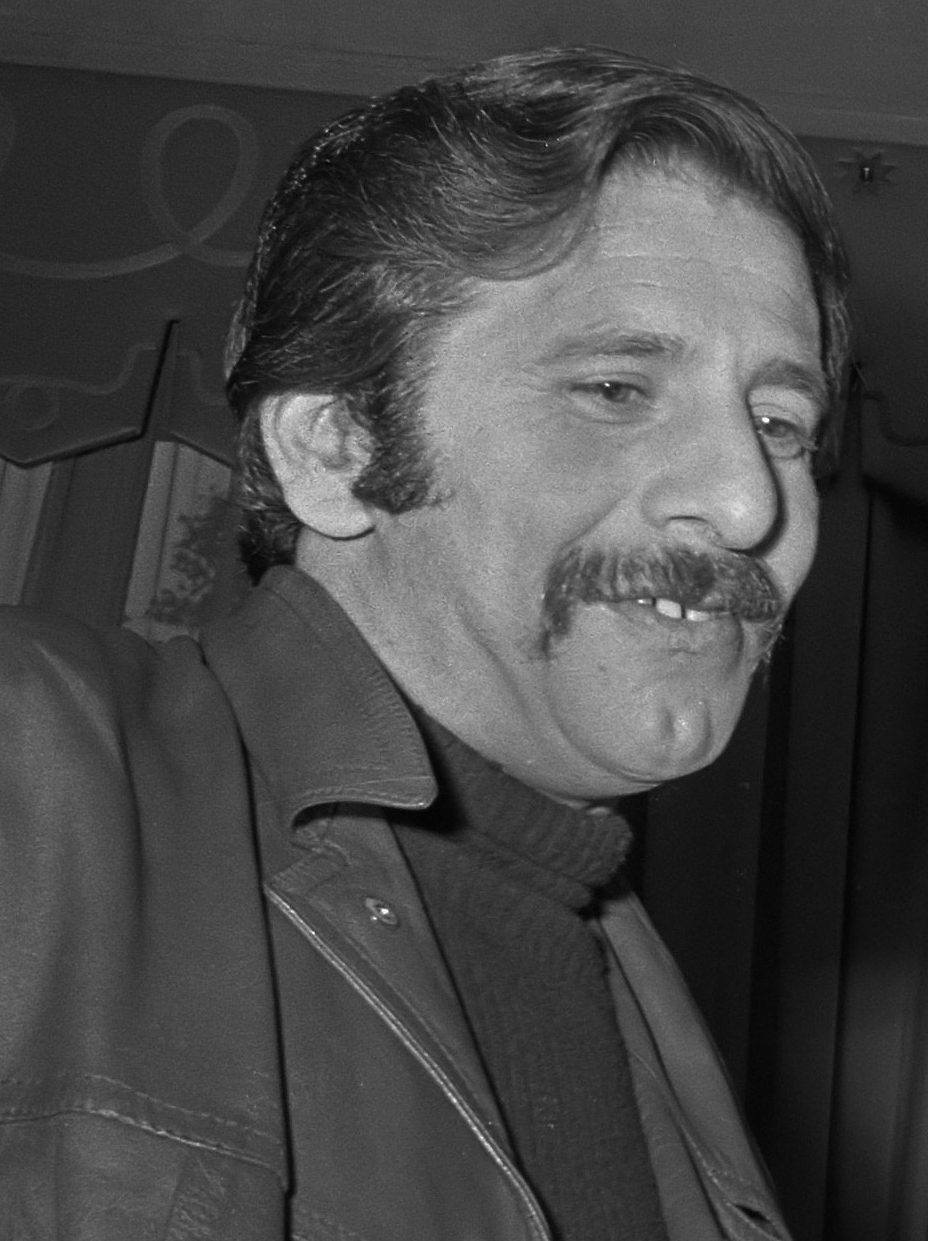
خائیم توپول، Best Actor in a Motion Picture – Musical or Comedy winner

اد اسنر، Best Supporting Actor in a Series, Miniseries, or Television Film winner

### سینمایی
| بهترین فیلم | بهترین فیلم |
| جایزه گلدن گلوب بهترین فیلم – درام | جایزه گلدن گلوب بهترین فیلم – موزیکال یا کمدی |
| --- | --- |
| - ارتباط فرانسوی (فیلم) - پرتقال کوکی (فیلم) - آخرین نمایش فیلم - ماری، ملکه اسکاتلند (فیلم ۱۹۷۱) - تابستان ۴۲ | - ویولن‌زن روی بام (فیلم) - The Boy Friend - کاچ (فیلم) - یک برگ نو - سوئیت پلازا |
| بهترین اجرا در یک Motion Picture – Drama | |
| جایزه گلدن گلوب بهترین بازیگر مرد – فیلم درام | جایزه گلدن گلوب بهترین بازیگر زن – فیلم درام |
| - جین هکمن – ارتباط فرانسوی (فیلم) در نقش Det. Jimmy "Popeye" Doyle - پیتر فینچ – یکشنبه خونین یکشنبه (فیلم) در نقش Daniel Hirsh - مالکوم مک‌داول – پرتقال کوکی (فیلم) در نقش الکس دلارج - جک نیکلسون – معرفت جسمانی در نقش Jonathan Fuerst - جرج سی. اسکات – بیمارستان (فیلم ۱۹۷۱) در نقش Dr. Herbert Bock                                                 | - جین فوندا – کلوت (فیلم) در نقش Bree Daniels - داین کنون – Such Good Friends در نقش Julie Messinger - گلندا جکسون – ماری، ملکه اسکاتلند (فیلم ۱۹۷۱) در نقش الیزابت یکم - ونسا ردگریو – ماری، ملکه اسکاتلند (فیلم ۱۹۷۱) در نقش ماری، ملکه اسکاتلند - جسیکا والتر – میستی را برایم پخش کن در نقش Evelyn Draper             |
| بهترین اجرا در یک Motion Picture – Comedy or Musical | |
| جایزه گلدن گلوب بهترین بازیگر مرد – فیلم موزیکال یا کمدی | جایزه گلدن گلوب بهترین بازیگر زن – فیلم موزیکال یا کمدی |
| - خائیم توپول – ویولن‌زن روی بام (فیلم) در نقش Tevye - باد کرت – هارولد و ماد در نقش Harold Chasen - دین جونز (هنرپیشه) – The Million Dollar Duck در نقش Professor Dooley - والتر ماتائو – کاچ (فیلم) در نقش Joseph P. Kotcher - جین وایلدر – ویلی وانکا و کارخانه شکلات‌سازی در نقش ویلی وانکا                                                              | - توییگی – The Boy Friend در نقش Polly Browne - سندی دانکن – Star Spangled Girl در نقش Amy Cooper - روث گوردون – هارولد و ماد در نقش Maude Chardin - آنجلا لنسبوری – تختخواب سحرآمیز در نقش Eglantine Price - الین می – یک برگ نو در نقش Henrietta Lowell                                                                 |
| Best Supporting Performance in a Motion Picture – Drama, Comedy or Musical | |
| جایزه گلدن گلوب بهترین بازیگر نقش مکمل مرد | جایزه گلدن گلوب بهترین بازیگر نقش مکمل زن |
| - بن جانسون (بازیگر) – آخرین نمایش فیلم در نقش Sam the Lion - تام بیکر – نیکلاس و الکساندرا در نقش گریگوری راسپوتین - آرت گارفانکل – معرفت جسمانی در نقش Sandy - پال مان – ویولن‌زن روی بام (فیلم) در نقش Lazar Wolf - یان-مایکل وینسنت – Going Home در نقش Jimmy Graham                                                                                    | - آن مارگرت – معرفت جسمانی در نقش Bobbie - الن برستین – آخرین نمایش فیلم در نقش Lois Farrow - کلوریس لیچمن – آخرین نمایش فیلم در نقش Ruth Popper - دایانا ریگ – بیمارستان (فیلم ۱۹۷۱) در نقش Barbara Drummond - مورین استیپلتون – سوئیت پلازا در نقش Karen Nash                                                           |
| Other | |
| جایزه گلدن گلوب بهترین کارگردانی | جایزه گلدن گلوب بهترین فیلم‌نامه |
| - ویلیام فریدکین – ارتباط فرانسوی (فیلم) - پیتر باگدانوویچ – آخرین نمایش فیلم - نورمن جویسون – ویولن‌زن روی بام (فیلم) - استنلی کوبریک – پرتقال کوکی (فیلم) - رابرت مالیگن – تابستان ۴۲ | - بیمارستان (فیلم ۱۹۷۱) – پدی چایفسکی - ارتباط فرانسوی (فیلم) – ارنست تایدیمن - کلوت (فیلم) – Andy and Dave Lewis - کاچ (فیلم) – John Paxton - ماری، ملکه اسکاتلند (فیلم ۱۹۷۱) – John Hale |
| جایزه گلدن گلوب بهترین موسیقی | جایزه گلدن گلوب بهترین ترانه غیراقتباسی |
| - شفت (فیلم ۱۹۷۱) – آیزاک هیز - جاذبه آندرومدا – گیل ملی - لو مان (فیلم) – میشل لوگران - ماری، ملکه اسکاتلند (فیلم ۱۹۷۱) – جان بری - تابستان ۴۲ – میشل لوگران | - "Life Is What You Make It" (ماروین هملیش، جانی مرسر) – کاچ (فیلم) - "Long Ago Tomorrow" (برت بکراک، هل دیوید) – The Raging Moon - "Rain Falls Anywhere It Wants To" (لورنس روزنتال، آلن و مرلین برگمن) – The African Elephant - "Something More" (کوئینسی جونز) – Honky - "تم موسیقی شفت" (آیزاک هیز) – شفت (فیلم ۱۹۷۱) |
| Best Foreign Film (English Language) | جایزه گلدن گلوب بهترین فیلم غیر انگلیسی‌زبان |
| - یکشنبه خونین یکشنبه (فیلم) (بریتانیا) - The African Elephant (بریتانیا) - دوستان (فیلم ۱۹۷۱) (بریتانیا) - واسطه (فیلم) (بریتانیا) - چادر قرمز (فیلم) (ایتالیا/اتحاد جماهیر شوروی سوسیالیستی) - The Raging Moon (بریتانیا) | - مأمور پلیس (اسرائیل) - زانوی کلر (فرانسه) - دنباله‌رو (فیلم) (ایتالیا) - چایکوفسکی (فیلم) (اتحاد جماهیر شوروی سوسیالیستی) - To Die of Love (فرانسه) |
| New Star of the Year – Actor | New Star of the Year – Actress |
| - دسی آرناز جونیور – Red Sky at Morning در نقش William "Steenie" Stenopolous - تام بیکر – نیکلاس و الکساندرا در نقش گریگوری راسپوتین - تیموتی باتومز – جانی تفنگش را برداشت (فیلم) در نقش Joe Bonham - Gary Grimes – تابستان ۴۲ در نقش Hermie - ریچارد راوندتری – شفت (فیلم ۱۹۷۱) در نقش John Shaft - John Sarno – The Seven Minutes در نقش Jerry Griffith | - توییگی – The Boy Friend در نقش Polly Browne - سندی دانکن – The Million Dollar Duck در نقش Katie Dooley - سیبل شفرد – آخرین نمایش فیلم در نقش Jacy Farrow - جنت سوزمن – نیکلاس و الکساندرا در نقش آلکساندرا فیودوروفنا، ملکه روسیه - Delores Taylor – بیلی جک در نقش Jean Roberts                                        |

### مجموعه تلویزیونی

#### جایزه گلدن گلوب بهترین مجموعه تلویزیونی – درام
Mannix
- دکتر مارکوس ولبی
- Medical Center
- The Mod Squad
- O'Hara, U.S. Treasury

#### جایزه گلدن گلوب بهترین مجموعه تلویزیونی – موزیکال یا کمدی
همگی در خانواده
- The Carol Burnett Show
- The Flip Wilson Show
- The Mary Tyler Moore Show
- خانواده پارتریج

#### جایزه گلدن گلوب بهترین مجموعه تلویزیونی کوتاه یا فیلم تلویزیونی
The Snow Goose
- Brian's Song
- دوئل (فیلم ۱۹۷۱)
- خانواده والتون (مجموعه تلویزیونی)
- The Last Child

#### جایزه گلدن گلوب بهترین بازیگر مرد – مجموعه تلویزیونی درام
رابرت یانگ (بازیگر) – دکتر مارکوس ولبی
- ریموند بر – آیرونساید (مجموعه تلویزیونی)
- مایک کانرز – Mannix
- ویلیام کنراد – کنن
- پیتر فالک – ستوان کلمبو

#### جایزه گلدن گلوب بهترین بازیگر زن – مجموعه تلویزیونی درام
پاتریشا نیل – خانواده والتون (مجموعه تلویزیونی)
- لیندا دی جرج – مأموریت: غیرممکن
- پگی لیپتون – The Mod Squad
- دنیس نیکلاس – اتاق ۲۲۲
- سوزان سن جیمز – مک‌میلان و همسرش

#### جایزه گلدن گلوب بهترین بازیگر مرد – مجموعه تلویزیونی موزیکال یا کمدی
کرول اوکانر – همگی در خانواده
- هرشل برناردی – Arnie
- جک کلاگمن – The Odd Couple
- دیک ون دایک – The New Dick Van Dyke Show
- فلیپ ویلسون – The Flip Wilson Show

#### جایزه گلدن گلوب بهترین بازیگر زن – مجموعه تلویزیونی موزیکال یا کمدی
کارول برنت – The Carol Burnett Show
- لوسیل بال – Here's Lucy
- شرلی جونز – خانواده پارتریج
- جین استیپلتون – همگی در خانواده
- مری تایلر مور – The Mary Tyler Moore Show

#### جایزه گلدن گلوب بهترین بازیگر نقش مکمل مرد – سریال، سریال کوتاه یا فیلم تلویزیونی
اد اسنر – The Mary Tyler Moore Show
- جیمز برولین – دکتر مارکوس ولبی
- هاروی کورمن – The Carol Burnett Show
- راب راینر – همگی در خانواده
- میلبورن استون – دود اسلحه

#### جایزه گلدن گلوب بهترین بازیگر نقش مکمل زن – سریال، سریال کوتاه یا فیلم تلویزیونی
سو آن لنگدون – Arnie
- آماندا بلیک – دود اسلحه
- گیل فیشر – Mannix
- سالی استراترس – همگی در خانواده
- لی‌لی تاملین – Rowan and Martin's Laugh-In